# Fragebogen zur Analyse motivationaler Schemata
Der Fragebogen zur Analyse motivationaler Schemata (FAMOS) ist ein psychologischer Test zur Erfassung von Therapiezielen. Er erfasst 14 Annäherungsziele und 9 Vermeidungsziele (siehe auch positive Formulierung von Therapiezielen). Er ermöglicht die Messung der Veränderungen von Vermeidungs- und Annäherungszielen im Rahmen von Psychotherapien. Er wird beispielsweise zusammen mit dem Inkongruenzfragebogen (INK) zur Klärung der Therapiemotivation von Essstörungspatienten empfohlen. Martin Grosse Holtforth und Klaus Grawe konnten zeigen, dass ältere Psychotherapiepatienten sich in ihren Annäherungs- und Vermeidungszielen von jüngeren unterscheiden.
Der Fragebogen besteht aus 94 Fragen. Er erfasst folgende Annäherungs- und Vermeidungsziele:
Annäherungsziele:
- Intimität/Bindung
- Geselligkeit
- Anderen helfen
- Hilfe bekommen
- Anerkennung/Wertschätzung
- Überlegen sein/Imponieren
- Autonomie
- Leistung
- Kontrolle haben
- Bildung/Verstehen
- Glauben/Sinn
- Das Leben auskosten
- Selbstvertrauen/Selbstwert
- Selbstbelohnung

Vermeidungsziele:
- Alleinsein/Trennung
- Geringschätzung
- Erniedrigung/Blamage
- Vorwürfe/Kritik
- Abhängigkeit/Autonomieverlust
- Spannungen mit anderen
- Sich verletzbar machen
- Hilflosigkeit/Ohnmacht
- Versagen

## Konstrukt vor dem Hintergrund der Konsistenztheorie
Der Fragebogen wurde von Martin Grosse Holtforth im Rahmen seiner Dissertation am psychologischen Institut der Universität Bern zusammen mit Klaus Grawe entwickelt. Das Manual selbst sei eine gekürzte, überarbeitete und ergänzte Fassung der Dissertation. Die Testkonstruktion basiert auf der Konsistenztheorie von Klaus Grawe aus dem Jahr 1998. Motivationale Ziele werden als eine Teilmenge von dem allgemeinen Begriff der Ziele verstanden. Um den Unterschied zu erklären, bezieht sich Grosse Holtforth auf eine Arbeit von Austin und Vancouver aus dem Jahr 1996 und unterscheidet die drei Perspektiven, durch die sich Ziele unterscheiden: Struktur, Prozess und Inhalt.
Struktur: Ziele sind hierarchisch organisiert. Das bedeutet, es gibt Oberziele (terminale Ziele), die keinen höheren Zielen mehr dienen. Die Unterziele (instrumentale Ziele) dienen den Oberzielen. Darunter befänden sich weitere Unterziele, „bis hinunter zu den Muskelspannungen“. Umgangssprachlich könne man auch von Mittel und Zweck, statt von Unter- und Oberzielen sprechen. In der Hierarchie gebe es Equifinalität, was bedeutet, dass verschiedene Unterziele demselben Oberziel dienen können. Es gebe auch Multipotentialität, was bedeutet, dass ein Unterziel mehreren Oberzielen dienen kann. Vergleiche dazu: Plananalyse.